# نوفا أليانسا دو إيفاي
نوفا أليانسا دو إيفاي بلدية في ولاية بارانا في المنطقة الجنوبية من البرازيل.   